# Bonaventura de Gayolà i de Vilosa
Bonaventura de Gayolà i de Vilosa   (Figueres, 1712 - Sant Cugat del Vallès, 5 de juliol de 1782) fou un eclesiàstic català.
Nascut en el si d'una família benestant, va prendre l'hàbit benedictí a l'antic monestir de Sant Pere de Rodes el 1730 i va professar per aquest monestir al noviciat de Sant Pau del Camp, el 1731. De 1740 a 1743 va ser prepòsit de Llançà, el 1743 predicador del capítol general, i de 1743 a 1746 va ser elegit definidor general.
Es va doctorar en teologia i dret canònic, a la Universitat de Cervera, on va ser catedràtic en Filosofia Moral.
El març de 1747, va ser presentat pel Patronat Reial per ocupar el càrrec d'abat al monestir de Sant Cugat del Vallès, d'on va prendre possessió el 7 de juliol d'aquell mateix any. Durant els seus anys com abat (1747-1782), va destacar per ser un home de gran empenta constructiva. Convertí l'antiga capella de Tots els Sants en una sagristia nova amb ornaments pontificals, va renovar l'església abacial i va ampliar l'arxiu i la biblioteca, a l'ala de llevant del claustre. Reedificà les habitacions dels monjos, transformà l'antic refetor en la nova sala capitular barroca, i la gòtica la dedicà a panteó dels monjos. Igualment, va fer pavimentar l'església i acabà l'obra del campanar. Va augmentar les rendes del monestir i va obtenir la confirmació dels seus privilegis.
Després de la seva mort, va ser enterrat en el cor del monestir de Sant Cugat.
El CRAI Biblioteca de Fons Antic de la Universitat de Barcelona conserva diverses de les obres que van formar part de la biblioteca personal de Gaiolà, així com un exemple de les marques de propietat que van identificar els seus llibres al llarg de la seva vida.